# Willie Wallace
William „Willie“ Semple Brown Wallace (* 23. Juni 1940 in Kirkintilloch) ist ein ehemaliger schottischer Fußballspieler und Fußballtrainer.
Wallace begann seine Spielerkarriere 1958 beim FC Stenhousemuir und wechselte ein Jahr später zu den Raith Rovers. In Kirkcaldy erwarb sich „Wispy“, wie man Wallace rief, einen Ruf als erstklassiger Torjäger, sein Talent wurde mit einem Erstligaspiel gewürdigt.
Wallaces Verfassung erregte Aufsehen von größeren Vereinen, schließlich verpflichtete ihn Heart of Midlothian im April 1961 für 15.000 £. Im Tynecastle Stadium versprach man sich viel von dem neuen Spieler, der niemand geringeren als Alex Young, „die goldene Vision“, ersetzen sollte, den die Hearts einige Monate zuvor an den FC Everton verkauft hatten. In der Spielzeit 1962/63 war Wallace endlich vollständig integriert in das System von Trainer Tommy Walker und entwickelte sich zu Midlothians besten Torschützen der nächsten vier Saisons. Er gewann mit den Hearts in der Saison 1962/63 den Scottish League Cup, sein Siegtor machte den Verein in der Saison 1964/65 zum schottischen Meister und brachte Wallace in den Dunstkreis der schottischen Nationalmannschaft.
1966 konnte er seine herausragende Form nicht halten, seine Tore wurden weniger, und es gab Gerüchte, dass Wallace an einen anderen Verein verkauft werden sollte. Überraschenderweise wechselte er nicht zum Lieblingsverein aus seiner Kindheit, den Glasgow Rangers, sondern zu deren Erzrivalen Celtic Glasgow, dessen Trainer Jock Stein 29.000 £ bot, um Wallace zu seinem Klub zu lotsen.
Sechs Monate später wurde er als einer der Lisbon Lions unsterblich für den schottischen Fußball, als die Mannschaft 1967 den Europapokal der Landesmeister gewann. Weiterhin gewann er in jeder Saison seiner Zeit bei Celtic die schottische Meisterschaft, 1967, 1969 und 1971 den Scottish Cup und 1968 und 1969 den Scottish League Cup. Diese Ära ist als eine der erfolgreichsten in die Vereinsgeschichte von Celtic eingegangen. Einzig die bedrückende 2:1-Niederlage gegen Feyenoord Rotterdam 1970 im Endspiel des Europapokals der Landesmeister war ein Wermutstropfen.
Nach fünf ertragreichen Jahren mit Celtic wurden Wallace und sein Mannschaftskollege John ‚Yogi‘ Hughes 1971 für eine Summe von insgesamt 30.000 £ an Crystal Palace verkauft. Jedoch konnte Wallace dort keine Erfolge feiern, war schon nach einem Jahr wieder zurück in Schottland und stand beim FC Dumbarton unter Vertrag. Als sich seine Karriere dem Ende zuneigte, wechselte er 1975 nach Australien zu den APIA Leichhardt Tigers, wo er noch zwei Meisterschaften gewann, bevor er als Trainer des FC Dundee nach Schottland zurückkehrte. Als diese Zusammenarbeit beendet war, wurde er Trainer von APIA, wanderte nach Sydney aus und eröffnete sein eigenes Sportfachgeschäft.
Insgesamt spielte Wallace nur siebenmal für die schottische Nationalmannschaft und viermal für eine schottische Liga-Auswahl, was vor allem darauf zurückzuführen ist, dass es zu seiner Zeit einen erbitterten Kampf um die wenigen Plätze im Angriff gab.